# Hartava
Hartava ili Karta (mađ. Harta, nje. Hartau) je veliko selo u jugoistočnoj Mađarskoj.
Zauzima površinu od 129,68 km četvornih.

## Zemljopisni položaj
Nalazi se na 46°41'3" sjeverne zemljopisne širine i 19°1'53" istočne zemljopisne dužine, uz istočnu obalu rijeke Dunava, sjeverno od sela Dunapataja i južno od Šolte.

## Upravna organizacija
Upravno pripada kalačkoj mikroregiji u Bačko-kiškunskoj županiji. Poštanski broj je 6326.

## Promet
Nalazi se uz željezničku prugu što ide duž istočne dunavske obale.

## Stanovništvo
U Hartavi živi 3.758 stanovnika (2001.). Stanovnici su Mađari i Nijemci, koji imaju svoje plesno društvo.
Stanovnike nazivaju Kartašanima i Kartašankama (u Sentivanu) odnosno Hartavcima i Hartavkinjama (u Baćinu).

## Vanjske poveznice
- (mađ.) Harta Önkormányzatának honlapja
- (mađ.) Harta a Vendégvárón
- (mađ.) HartaPortal - hírek Hartáról
- (engl.) Hartava na fallingrain.com